# Predsjednik Federacije Bosne i Hercegovine
Predsjednik Federacije Bosne i Hercegovine zastupa Federaciju BiH i šef je izvršne vlasti. Izvršnu vlast obnaša uz Vladu kojoj je nadređen. Uz predsjednika postoje i dvojica potpredsjednika, iz različitih konstitutivnih naroda, te ne smiju biti iz istog konstitutivnog naroda iz kojeg je predsjednik. Predsjednika i potpredsjednike biraju Dom naroda i Zastupnički dom na mandat od četiri godine. Ured je osnovan 31. svibnja 1994., a prvi predsjednik bio je Krešimir Zubak. Trenutačni predsjednik FBiH, od 28. veljače 2023. je Lidija Bradara, a potpredsjednici su Refik Lendo i Igor Stojanović.

## Nadležnosti
Prema Ustavu Federacije BiH, predsjednik je nadležan za:
- imenovanje Vlade i sudaca Ustavnog suda Federacije;
- vođenje konzultacija u svezi s imenovanjem ombudsmena i sudaca;
- potpisivanje odluka Parlamenta FBiH nakon njihovih donošenja;
- potpisivanje i ratificiranje međunarodnih sporazuma u ime Federacije;
- davanje pomilovanja za djela utvrđena federalnim zakonom, osim za ratne zločine, zločine protiv čovječnosti i zločine genocida

## Izbor
Najmanje trećina izaslanika iz svakog kluba konstitutivnog naroda u Domu naroda može imenovati kandidata za predsjednika odnosno potpredsjednika. Da bi se utvrdile kandidacijske liste, potrebna je većinska podrška u Zastupničkom domu te Domu naroda, uz uvjet većinske podrške iz svakog kluba konstitutivnog naroda. Bez ove podrške, ponavlja se kandidacijski postupak. Ako bi i u ponovljenom postupku potpora jednog od domova bila uskraćena, lista bi se smatrala prihvaćenom uz potporu samo jednog doma.
Predsjednik s potpredsjednicima se bira na mandat od četiri godine. Ako predsjednik ili jedan od predsjednika prekrši zakletvu ili iz drugog razloga nije dostojan obavljanja dužnosti, može ga se smijeniti odlukom Ustavnog suda koji postupa po zahtjevu dvije trećine zastupnika odnosno izaslanika iz svakog od domova Parlamenta. Također, ako predsjednik ili jedan od potpredsjednika umre, bude smijenjen ili po konsenzusom osvojenom mišljenju Vlade ne može trajno obavljati svoje ustavne dužnosti, klubovi konstitutivnih naroda zastupnika u Domu naroda provest će isti izborni postupak za upražnjeno mjesto u roku od trideset dana, a imenovana osoba završit će mandat svog prethodnika.

## Razvoj institucije
Prvotni Ustav FBiH, kojeg je donijela Ustavotvorna skupština 30. ožujka 1994., odredio je da je predsjednik "šef države", te je postojao, uz predsjednika, samo jedan potpredsjednik. Obojica su bili iz različitih konstitutivnih naroda (tada su konstitutivni u FBiH bili Bošnjaci i Hrvati). Međutim, Ustavotvorna skupština je 5. lipnja 1996. donijela Amandman XI u kojoj stoji da predsjednik "zastupa Federaciju" i da je "šef izvršne vlasti", mijenjajući tako prvobitnu formulaciju. Potom je 19. travnja 2002. visoki predstavnik Wolfgang Petritsch nametnuo, između ostalih, i Amandman XLI, kojim je određeno da uz predsjednika imaju dva potpredsjednika, svaki iz različitih konstitutivnih naroda (tada su u FBiH i Srbi postali jedan od konstitutivnih naroda). (Ustav FBiH od 1994., IV.B.1; Ustav FBiH, čl. IV.B.1)

### Nadležnosti
Prvotni Ustav određivao je da je predsjednik FBiH bio nadležan za (Ustav FBiH od 1994., čl. IV.B.3(7)a)):
- (I) imenovanje Vlade, šefova diplomatskih misija, časnika u vojsci, sudaca federalnih sudova;
- (II) vršenje dužnosti vrhovnog zapovjednika oružanih snaga Federacije;
- (III) vođenje konzultacija u vezi s imenovanjem ombudsmana i sudaca;
- (IV) potpisivanje odluka Parlamenta nakon njihovih donošenja;
- (V) potpisivanje i ratificiranje međunarodnih sporazuma u ime Federacije;
- (VI) primanje i akreditiranje veleposlanika; i
- (VII) davanje pomilovanja za djela utvrđena saveznim zakonima, osim za ratne zločine, zločine protiv čovječnosti i genocida.

Predsjednik Federacije je u suglasnosti s potpredsjednikom, imenovao šefove diplomatskih misija uz konzultaciju s premijerom ili kandidatom za premijera, i imenovao časnike u vojsci. Imenovanje je zahtijevalo prihvaćanje većinom glasova svakog doma Parlamenta pod uvjetom da prihvaćanje imenovanja za članove zajedničkog zapovjedništva vojske odobri Dom naroda većinom glasova izaslanika iz kluba svakog konstitutivnog naroda. (Ustav FBiH od 1994., čl. IV.B.3(8))
Visoki predstavnik Paddy Ashdown nametnuo je Amandman LXXXVIII 2. travnja 2003., kojim je promijenio odredbu čl. IV.B.3(7)II) novom formulacijom koja je glasila: "obavljanje dužnosti vrhovnog zapovjednika oružanih snaga Federacije u skladu s odredbama o civilnom zapovjedništvu iz čl. V.5.(a) Ustava BiH".
Parlament FBiH usvojio 1. prosinca 2003. niz amandmana, među kojima i Amandman XC, kojim je određeno da se pobriše odredba iz čl. IV.B.3(7)a(II) - "obavljanje dužnosti vrhovnog zapovjednika oružanih snaga Federacije". U nizu usvojenih amandmana bio je i Amandman XCI, kojim je pobrisan čitav čl. IV.B.3(8).
Nakon toga, Parlament je 14. prosinca 2005. usvojio niz amandmana, među kojima i Amandman CVII, kojim pobrisana formulacija "časnika u vojsci" ("oficira u armiji"). (Ustav FBiH od 2003., čl. IV.B.3.(7)a(I). Time su određene i trenutno važeće nadležnosti predsjednika FBiH (Ustav FBiH, čl. IV.B.3(7)).

### Izbor
Kandidata je imenovao klub bošnjačkog i klub hrvatskog naroda u Domu naroda, a potom je kandidate trebao prihvatiti Zastupnički dom glasovima većine zastupnika, te potom Dom naroda, također glasovima većine zastupnika, uz uvjet većinske podrške svakog narodnog kluba. Ako bi došlo do odbijanja potpore jednom od kandidata, izborni postupak pokretao se ispočetka. Izabrane osobe naizmjenično su u mandatu od jedne godine obnašale dužnost predsjednika odnosno potpredsjednika i to u razdoblju od četiri godine. Predsjednik i potpredsjednik nisu mogli biti iz istog konstitutivnog naroda. (Ustav FBiH o 1994., čl. IV.B.1(2))
Međutim, u sklopu nametnutih Petritschevih amandmana od 19. travnja 2002., donesen je i Amandman XLII, kojim je određen trenutačni način izbora predsjednika i dvojice potpredsjednika. (Ustav FBiH; IV.B.2)
Ako bi predsjednik odnosno potpredsjednik prekršio zakletvu ili bi iz drugih razloga bio nedostojan obavljanja dužnosti, moglo ga se smijeniti odlukom Ustavnog suda, na zahtjev dvotrećinske većine zastupnika odnosno izaslanika oba doma Parlamenta. (Ustav FBiH od 1994., čl. IV.B.1(3)1))
Ako bi predsjednik, odnosno potpredsjednik umro, bio smijenjen ili po konsenzusom osvojenom mišljenju Vlade bio trajno nesposoban obavljati svoje ustavne dužnosti, pokretao bi se isti izborni postupak za upražnjeno mjesto u roku od trideset dana, te bi imenovana osoba nastavila vršiti prekinuti mandat svog prethodnika. (Ustav FBiH od 1994., čl. IV.B.1(3)2))
Predsjednik odnosno potpredsjednik, mogao je obavljati obje dužnosti, ako po konsenzusom osvojenom mišljenju Vlade, ovaj drugi određeno vrijeme nije mogao obavljati svoje dužnosti. Bila je, uz to, potrebna suglasnost predsjedatelja jednog od domova koji bi bio pripadnik istog konstitutivnog naroda kao predsjednik odnosno potpredsjednik. U slučaju upražnjenosti obaju mjesta, Ustav je određivao da predsjedatelj Doma naroda obavlja dužnost predsjednika, a predsjedatelj Zastupničkog doma dužnost potpredsjednika, za potrebno razdoblje. (Ustav FBiH od 1994., čl. IV.B.1(3)2))
Petritschevim Amandmanom XLIII od 19. travnja 2002. te Amandmanom LXX visokog predstavnika Paddya Ashdowna od 28. listopada 2002., donesena je trenutna odredba. (IV.B.3(2))